# Салюк, Владимир Владимирович
Влади́мир Влади́мирович Салю́к (укр. Володимир Володимирович Салюк; род. 25 июня 2002, Одесса) — украинский футболист, защитник клуба «Металлист 1925».

## Биография
Воспитанник одесского футбола, в чемпионатах ДЮФЛ Украины выступал за одесские «Черноморец» и «Атлетик». В 2021 году стал игроком «Балкан» из Одесской области, в составе которых дебютировал во взрослом футболе, во второй лиге чемпионата Украины. В 2022 году подписал контракт с одесским «Черноморцем». Первую игру в украинской Премьер-Лиге провёл 23 августа 2022 года, выйдя в стартовом составе в домашнем матче против ровненского «Вереса».

## Достижения
Сборная Украины
- Победитель турнира в Тулоне: 2024